# Гостун (нос)
Носът Гостун (на английски: Gostun Point) е остър и нисък, свободен от лед морски нос на северния бряг на остров Сноу, вдаващ се 300 м в протока Мортън. При отлив се удължава със 120 m на север. Разположен 2,28 km на запад-северозапад от нос Карпош и 2,53 km на изток-югоизток от нос Тимблон.
Наименуван е на българския владетел кан Гостун, предшественик на създателя на Стара Велика България кан Кубрат (VII век), и във връзка със селището Гостун в Югозападна България. Името е официално дадено на 15 декември 2006 г.
Британско картографиране от 1968 г., българско от 2009 и 2012 г.

## Карти
- L.L. Ivanov et al, Antarctica: Livingston Island, South Shetland Islands (from English Strait to Morton Strait, with illustrations and ice-cover distribution), 1:100000 scale topographic map, Antarctic Place-names Commission of Bulgaria, Sofia, 2005
- Л. Иванов. Антарктика: Остров Ливингстън и острови Гринуич, Робърт, Сноу и Смит. Топографска карта в мащаб 1:120000. Троян: Фондация Манфред Вьорнер, 2009. ISBN 978-954-92032-4-0
- Л. Иванов. Карта на остров Ливингстън. В: Иванов, Л. и Н. Иванова. Антарктика: Природа, история, усвояване, географски имена и българско участие. София: Фондация Манфред Вьорнер, 2014. с. 18 – 19. ISBN 978-619-90008-1-6